# شونن توکوگاوا ایه‌یاسو
شونن توکوگاوا ایه‌یاسو (به ژاپنی: 少年徳川家康) نام یک انیمیشن ۲۰ قسمتی است که توسط شرکت توئی انیمیشن ساخته شده و در سال ۱۹۷۵ میلادی پخش شده است. این انیمیشن وقایع کودکی و نوجوانی توکوگاوا ایه‌یاسو را به تصویر کشیده است.